# 台北双子星

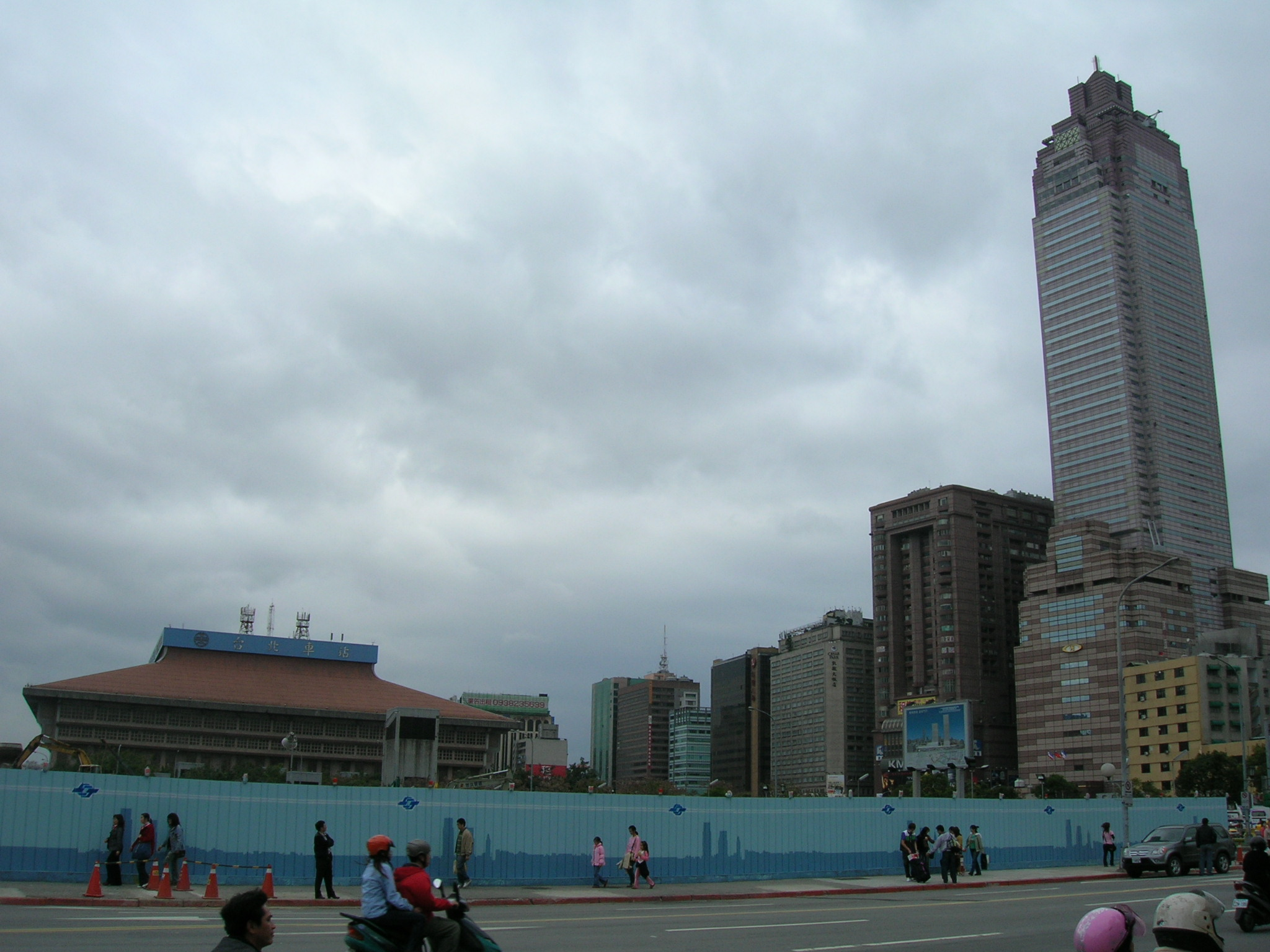
建設地（2007年）

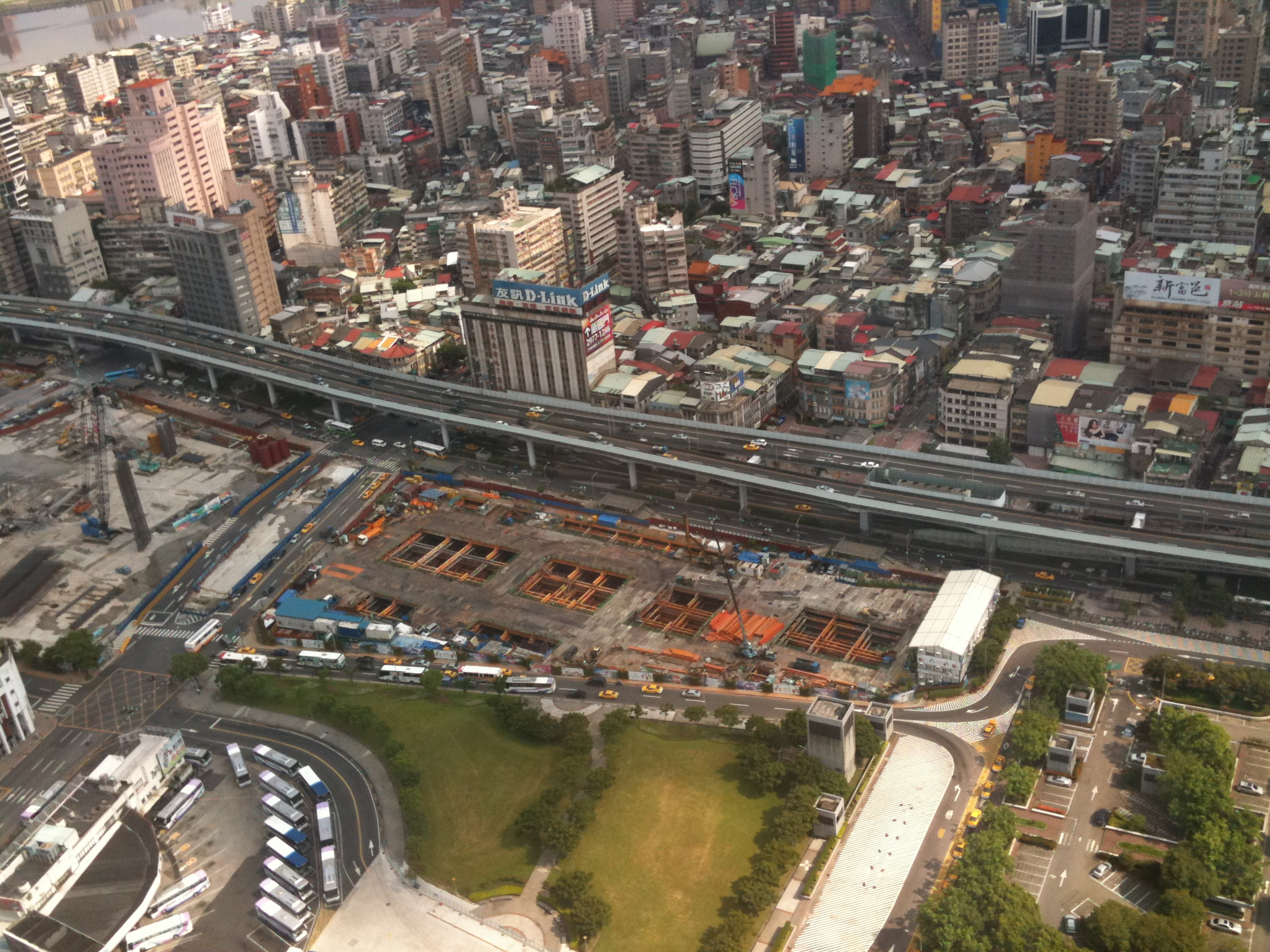
建設地上空（2010年）

台北双子星（タイペイシュァンズーシン、中国語:臺北雙子星、英語:Gate of Taipei）は、台湾・台北市にて建設中の高層ビルで、高さは360mと280m。2023年現在は台北雙星（英: Taipei Twin Towers）との表記も併用される。

## 概要
台北市政府捷運工程局（DORTS、以下捷運局）が台北駅に隣接した台北站特定専用区（旧国道客運台北総站跡地）に建設を計画しているビル。投資額は約700億台湾元、敷地面積15万8000坪。ツインビル構成で、C1棟が55階建て、D1棟が74階建てとなる予定である。
地下には台湾桃園国際空港と台北市内を結ぶ捷運（桃園機場捷運）のターミナル（台北車站駅）が設けられている。

## 歴史
地下部分は2008年に着工、2017年3月に台北車站駅として開業した。
一方で高層部については、2007年から何度か入札が行われたものの不調に終わり、長らく着工できない状態が続いた。2012年10月にはマレーシア企業を中心とするコンソーシアムである「太極双星」が優先交渉権を獲得したものの、期日までに保証金を払い込まなかったため交渉権を失っている。その後太極双星が優先交渉権を得る過程で贈収賄があったことが明らかになり、2013年3月29日には収賄側の台北市議・頼素如が台北地検に逮捕された。
2014年10月には、当時の台北市長郝龍斌が「これ以上の建設の遅れは許されない」として、台北市の直轄事業として高層部の建設を進めることを宣言。2015年中の着工、2019年竣工を目指すとしたが、結局この時も着工には至らなかった。
2017年11月、台北捷運公司が不動産開発を行う新会社を設立し、2018年3月に予定されている高層部の入札に参加する方針を発表したが、その後に辞退している。
2018年末に行われた6度目の入札では、香港系南海控股とマレーシア系企業連合が台湾系の藍天電脳（Clevo）・宏匯集団連合を破って優先交渉権を獲得。
しかし、2019年6月26日に中国市場との結びつきの強い南海グループへの懸念を抱いた中央政府（行政院経済部）により却下された。10月、市捷運局は次点だった藍天電脳・宏匯集団コンソーシアムを選定した。同年12月17日に正式な投資契約の調印が行われ、2026年完成、2027年開業を目指す方針が明らかにされている。
2022年6月、新築工事の施工者として、熊谷組の台湾現地法人「華熊營造股份有限公司」が選ばれたことが明らかになった。2022年11月に正式に着工し、2023年現在も工事が進められている。